# Деяния неаполитанских епископов
«Дея́ния неаполита́нских епи́скопов» (лат. Gesta episcoporum Neapolitanorum) — латиноязычная хроника, описывающая историю Неаполитанской епархии с I по конец IX века. Является одним из основных источников по истории Неаполя в эпоху Поздней Античности и Раннего Средневековья.

## Описание
«Деяния неаполитанских епископов» сохранились в единственной рукописи, хранящейся в Ватиканской апостольской библиотеке (Codex Vaticanus № 5007). В этом кодексе находятся тексты, написанные в IX—X веках в Неаполе. Часть рукописи, содержащая, в том числе, окончание «Деяний неаполитанских епископов», утрачена. Первое полное печатное издание этого исторического источника было осуществлено в 1753 году в Неаполе.
Предполагается, что «Деяния» начал составлять на рубеже VIII—IX веков неизвестный нам по имени неаполитанский клирик. Образцом для него, также как и для других аналогичных сочинений, послужила «Liber Pontificalis». Этот автор, компилируя сообщения из имевшихся в его распоряжении исторических источников, изложил историю Неаполитанской епархии с момента её основания в I веке до 762 года. Для него главным источником сведений о событиях в его родном городе послужил список местных епископов. Сообщения о внутринеаполитанских событиях в этой части «Деяний» очень кратки: основное внимание уделяется продолжительности понтификатов глав неаполитанской кафедры и их строительной деятельности. Одновременно, в отличие от других подобных исторических источников, в «Деяниях неаполитанских епископов» присутствуют обширные выдержки из трудов более ранних авторов. Вероятно, они были призваны показать, что история Неаполитанской епархии является неотъемлемой частью всемирной истории.
В конце IX века «Деяния» были продолжены новым автором — диаконом неаполитанской церкви Святого Януария Иоанном, описавшим историю епархии с 763 по 872 год. Эта часть «Деяний» является полностью самостоятельным сочинением. В отличие от первого автора, Иоанн почти всё своё внимание уделял деятельности глав неаполитанской кафедры, а сообщения о событиях, происходивших вне Неаполя, в большинстве случаев относятся только к тем, которые непосредственно затрагивали его родной город. Сведения, сообщаемые им, почти всегда правдивы и точны. В качестве источников информации Иоанн Диакон использовал письменные документы и устные рассказы, а в последней части своего сочинения — личные наблюдения. Характерными чертами изложения событий второй части «Деяний неаполитанских епископов» являются антивизантийские и про-папские взгляды автора, а также выражение им симпатий к Франкской империи и критического отношения к герцогам Неаполя.
Около 910 года «Деяния» были продолжены субдиаконом Петром, описавшим события епископства Афанасия II. Заключительная часть текста «Деяний неаполитанских епископов» не дошла до нашего времени, поэтому неизвестно, ограничился ли Пётр изложением истории нахождения на кафедре только одного епископа, или продолжил свой труд и далее. Составленный в середине X века «Каталог неаполитанских епископов», который историки считают тесно связанным с текстом «Деяний», завершается на сообщении о понтификате преемника Афанасия II, Стефана III.

## Издания
- На латинском языке: Gesta episcoporum Neapolitanorum. — Monumenta Germaniae Historica. Scriptores rerum Langobardicarum et Italicarum saec. VI—IX. — Hannover: Impensis Bibliopolii Hahniani, 1878. — P. 398—436. — 636 p.
- На русском языке: Деяния неаполитанских епископов. Главы 1—40, 41—65, 66. Каталог неаполитанских епископов. Восточная литература. Дата обращения: 22 сентября 2011. (перевод Хвалькова Е. А.)